# The Doctor's Carriage
The Doctor's Carriage es un cortometraje mudo estadounidense de drama del año 1910 producida por Thanhouser Company. La trama es un melodrama  que presenta a Marie Eline en el rol protagónico. La película empieza con Max, un viejo músico que tiene dos hijas, uno de las cuales es ciega. Max se enferma y muere y sin una madre que las crie, la hija más joven asume los cuidados de su hermana más vieja, pero son pobres y si hogar. La joven ruega a un doctor para restaurar la visión de su hermana y él le propone matrimonio. La película fue lanzada el 9 de septiembre de 1910 y fue recibida con elogios de revisores. La película tuvo un amplio estreno nacional y fue también proyectada en Canadá, Gran Bretaña y Australia. Se cree que es una película perdida.

## Trama
Aunque se presume que la película se ha perdido, sobrevive una sinopsis en The Bioscope del 22 de diciembre de 1910. Dice: "Max, un viejo músico, tiene dificultades para mantener a sus dos hijas huérfanas, una de las cuales es ciega, y el profesor se lo toma muy bien". orgullo en la educación musical de sus hijas. La pequeña canta y la niña ciega toca el violín. Pero la enfermedad y la muerte alcanzan al profesor, y las huérfanas se encuentran sin un centavo y sin hogar. Se ven obligadas a cantar en las calles, y así ganarse un sustento precario Un día, mientras caminaba por una calle de moda, Marie ve el cartel del famoso médico. Ella llama la atención de su hermana ciega, pero la niña no tiene ninguna esperanza de que el médico atienda a pacientes sin dinero. Marie regresa a tiempo para ver al médico bajarse de su carruaje, pero el sirviente se niega a permitir que la niña harapienta lo siga. Marie concibe la idea de esconderse en el carruaje del médico, y cuando se pone en marcha descubre a la aterrorizada niña. niña pequeña. Ella le ruega que no se enoje y le cuenta la aflicción de su hermana. El médico la acompaña a ver a Violet y lleva a la niña afectada a un hospital, donde la opera con éxito en los ojos. El Sr. Gray llama la atención de Violet a algunas mujeres caritativas, que ven que no le faltan compromisos profesionales. Mientras regresa de uno de sus recitales, el Dr. Gray se ofrece a llevarla a casa, le propone matrimonio a Violet y acepta. Marie se despierta con el sonido de un beso y le dicen que va a tener un hermano mayor".

## Producción
Se desconoce el escritor del guion, pero lo más probable es que haya sido Lloyd Lonergan. Era un periodista experimentado empleado por The New York Evening World mientras escribía guiones para las producciones de Thanhouser. Según un anuncio de la película, la trama fue escrita especialmente para Marie Eline, también conocida como Thanhouser Kid, como una característica que mostraría sus habilidades. El papel y las acciones de Eline fueron descritos como un deus ex machina por el crítico de The New York Dramatic Mirror debido a sus acciones para guiar y ayudar a su hermana ciega. Aunque a Lonergan le gustaba usar la técnica dramática en la conclusión de las tramas, no era como el uso en The Actor's Children . Tampoco es el ejemplo más sorprendente de la técnica, en The Restoration, el niño fugitivo elige un umbral para descansar en una ciudad, al azar, es acogido por una mujer rica recientemente comprometida y se reúne con su padre amnésico. Se desconoce el director de la película, pero pudo haber sido Barry O'Neil . El historiador de cine Q. David Bowers no atribuye un camarógrafo para esta producción, pero existen al menos dos posibles candidatos. Blair Smith fue el primer camarógrafo de la compañía Thanhouser, pero pronto se le unió Carl Louis Gregory, quien tenía años de experiencia como fotógrafo de imágenes fijas y en movimiento. El papel del camarógrafo no fue acreditado en las producciones de 1910. El elenco en el papel protagónico es Marie Eline como la niña. Una película sobreviviente todavía da la posibilidad de identificar a dos actores más en la producción. Se desconocen los otros créditos entre el elenco, pero la mayoría de los créditos son fragmentarios para las producciones de Thanhouser de 1910.

## Lanzamiento y recepción
El drama de un solo carrete, de aproximadamente 1,000 pies de largo, fue lanzado el 9 de septiembre de 1910. La película tuvo un amplio estreno nacional, los anuncios de teatro se conocen en Pensilvania, New Hampshire, Wisconsin, Montana, Minnesota, Washington, Arizona, Indiana, Texas, Illinois, Kansas, Nebraska, y Oklahoma. La película se estrenó en Gran Bretaña el 25 de diciembre de 1910. La película también se proyectó en Perth, Australia a mediados de diciembre de 1910. La película también se proyectó en Vancouver, Columbia Británica, Canadá. Uno de los últimos anuncios de la película, etiquetado incorrectamente como de Independent Motion Picture Company, es de un teatro de Nebraska en julio de 1912.
La película fue valorada positivamente por los críticos de las publicaciones comerciales. Una crítica muy positiva de Walton de The Moving Picture News afirma: "[Es una] historia de profundo interés humano. Toda la trama es tan simple, tan refrescantemente lúcida y pura. No podemos criticar esta película más de lo que un hombre podría analizar el amor de madre. Hay una ternura -y patetismo- que es como un nimbo al conjunto. La actuación de la ciega, natural y exquisita, y la de su hermana pequeña es dulcemente inocente. Vimos esta película dos veces, el día de su estreno, en diferentes cines, y en cada caso una gran audiencia se conmovió, y también se divirtió mucho con la niña en el carruaje. Una historia más dulce, más pura y de interés humano no se ha puesto en el telón. La escena de la oración merece ser dibujada por un maestro que entregue esa lección a los hijos de nuestros hijos. Si tuviéramos espacio podríamos contar los comentarios de hombres y mujeres sobre esta producción. Una cosa puede decirse y es que todos vieron y se dieron cuenta del patetismo, la belleza y el triunfo de la obra. ¡Si la película se hubiera representado en un teatro, estamos seguros de que el público, con nosotros mismos, con una sola aclamación habría declarado a estas dos niñas huérfanas como manifestaciones, en la hora de necesidad, de las más altas y mejores emociones de la raza!"  El crítico ' The Moving Picture World también fue positivo y concluyó que "este tipo de películas son útiles porque hacen que los hombres casi desesperados a veces tengan esperanza, y mientras dure la esperanza, hay una oportunidad para lograrlo". Incluso el crítico de The New York Dramatic Mirror elogió la capacidad de actuación de Marie Eline en particular, pero no encontró fallas en la producción en sí. Bowers señala que Mirror no estuvo exento de detractores y fue acusado de ser una herramienta de las empresas Edison Trust, pero las reseñas de las películas de Thanhouser se encontraban entre las más perspicaces.